# Società Sportiva Lazio 1948-1949
Questa voce raccoglie le informazioni riguardanti la Società Sportiva Lazio nelle competizioni ufficiali della stagione 1948-1949.

## Stagione
La Lazio nel campionato di Serie A 1948-1949 si classificò al tredicesimo posto con 34 punti.

## Organigramma societario
Area direttiva
- Presidente: Renato Bornigia, poi Giuseppe Rivola, poi Giovanni Mazzitelli, poi Remo Zenobi

Area tecnica
- Allenatore: Orlando Tognotti, da novembre Mario Sperone

## Rosa
| N. |                       | Ruolo | Calciatore                    |
| -- | --------------------- | ----- | ----------------------------- |
|    | Italia (bandiera)     | P     | Marco Brandolin               |
|    | Italia (bandiera)     | P     | Carlo Ciampi                  |
|    | Italia (bandiera)     | P     | Uber Gradella                 |
|    | Jugoslavia (bandiera) | P     | Zvonko Monsider               |
|    | Italia (bandiera)     | D     | Francesco Antonazzi           |
|    | Italia (bandiera)     | D     | Sergio Piacentini             |
|    | Italia (bandiera)     | D     | Leandro Remondini             |
|    | Italia (bandiera)     | D     | Renato Spurio                 |
|    | Italia (bandiera)     | C     | Romolo Alzani                 |
|    | Italia (bandiera)     | C     | Bruno De Lazzari              |
|    | Argentina (bandiera)  | C     | Enrique Flamini               |
|    | Argentina (bandiera)  | C     | Salvador Gualtieri (capitano) |

| N. |                    | Ruolo | Calciatore            |
| -- | ------------------ | ----- | --------------------- |
|    | Italia (bandiera)  | C     | Mario Magrini         |
|    | Italia (bandiera)  | C     | Serafino Montanari    |
|    | Italia (bandiera)  | C     | Guido Tavellin        |
|    | Italia (bandiera)  | C     | Paolo Todeschini      |
|    | Italia (bandiera)  | A     | Nibbio Bacci          |
|    | Italia (bandiera)  | A     | Giuseppe D'Avino      |
|    | Italia (bandiera)  | A     | Costantino De Andreis |
|    | Romania (bandiera) | A     | Norberto Höfling      |
|    | Francia (bandiera) | A     | Ferenc Nyers II ()    |
|    | Italia (bandiera)  | A     | Romano Penzo          |
|    | Italia (bandiera)  | A     | Aldo Puccinelli       |

## Calciomercato
| Acquisti | Acquisti           | Acquisti        | Acquisti   |
| R.       | Nome               | da              | Modalità   |
| -------- | ------------------ | --------------- | ---------- |
| P        | Marco Brandolin    | SPAL            | definitivo |
| P        | Zvonko Monsider    | Dinamo Zagabria | definitivo |
| C        | Bruno De Lazzari   | SPAL            | definitivo |
| C        | Serafino Montanari | SPAL            | definitivo |
| C        | Guido Tavellin     | Bari            | definitivo |
| C        | Paolo Todeschini   | Atalanta        | definitivo |
| A        | Nibbio Bacci       | Orbetello       | definitivo |
| A        | Giuseppe D'Avino   | Torrese         | definitivo |
| A        | Norberto Höfling   | MTK Budapest    | definitivo |
| A        | Ferenc Nyers II    | Strasburgo      | definitivo |

| Cessioni | Cessioni            | Cessioni | Cessioni      |
| R.       | Nome                | a        | Modalità      |
| -------- | ------------------- | -------- | ------------- |
| P        | Corrado Giubilo     | Latina   | definitivo    |
| D        | Emilio Carton       | Avellino | definitivo    |
| D        | Alessandro Ferri    | Roma     | definitivo    |
| D        | Arsenio Robespierri |          | svincolato    |
| C        | Cesare Brunetti     | Rimini   | definitivo    |
| C        | Flavio Cecconi      | Atalanta | definitivo    |
| C        | Sergio Del Pinto    | Avellino | definitivo    |
| C        | Julio Hernandez     | Catania  | definitivo    |
| C        | Luciano Ramella     |          | fine carriera |
| C        | Franco Rosi         | Fano     | prestito      |
| A        | Orlando Fantoni IV  | Cruzeiro | definitivo    |
| A        | Umberto Lombardini  | Tivoli   | definitivo    |
| A        | Salustiano Vidal    |          | fine carriera |

## Risultati

### Serie A

#### Girone di andata
| Arbitro: | Poggipollini (Ferrara) |

|  |           |                                                  |
|  | Marcatori | 6’ Sentimenti III 13’ Caprile 15’, 85’ Boniperti |

| Arbitro: | Bertolio (Torino) |

|                 |           |  |
| Vitali 74’, 80’ | Marcatori |  |

| Arbitro: | Silvano (Torino) |

|                        |           |                        |
| Penzo 5’ Remondini 21’ | Marcatori | 14’ Amadei 41’ Nyers I |

| Arbitro: | Pieri (Trieste) |

|                      |           |              |
| Fabian 48’ Conti 50’ | Marcatori | 37’ Tavellin |

| Arbitro: | Camiolo (Milano) |

|          |           |             |
| Losi 41’ | Marcatori | 83’ Magrini |

| Arbitro: | Boffardi (Genova) |

|            |           |             |
| Alzani 48’ | Marcatori | 11’ Cecconi |

| Arbitro: | Carpani (Milano) |

|                    |           |  |
| Casuzzi 36’ (rig.) | Marcatori |  |

| Arbitro: | Zambotto (Padova) |

|               |           |           |
| Puccinelli 5’ | Marcatori | 56’ Fiumi |

| Arbitro: | Camiolo (Milano) |

|             |           |  |
| Mazzola 24’ | Marcatori |  |

| Arbitro: | Tassini (Verona) |

|            |           |  |
| Koenig 20’ | Marcatori |  |

| Arbitro: | Silvano (Torino) |

|                                                                                      |           |                          |
| Puccinelli 7’, 39’ Nyers II 36’ Penzo 57’, 75’ Gualtieri 68’ Magrini 70’ (rig.), 72’ | Marcatori | 23’ Gritti 87’ Bernicchi |

| Arbitro: | Galeati (Bologna) |

|          |           |           |
| Pakó 27’ | Marcatori | 14’ Penzo |

| Arbitro: | Cicardi (Lecco) |

|                          |           |                                                        |
| De Andreis 17’ Penzo 18’ | Marcatori | 36’ Toros 44’, 60’ Candiani 81’ Antoniotti 89’ Turconi |

| Arbitro: | Bellè (Venezia) |

|                                          |           |             |
| Tosolini 13’, 59’ Rossetti 75’ Begni 86’ | Marcatori | 77’ D'Avino |

| Arbitro: | Scotto (Savona) |

|                                      |           |  |
| Degano 4’ Burini 51’ Carapellese 87’ | Marcatori |  |

| Arbitro: | Bertolio (Torino) |

|                                                           |           |            |
| De Andreis 32’ Puccinelli 51’ Magrini 69’, 80’ Alzani 81’ | Marcatori | 12’ Fabbri |

| Arbitro: | Camiolo (Milano) |

|                         |           |  |
| Magrini 10’ D'Avino 82’ | Marcatori |  |

| Arbitro: | Cicardi (Lecco) |

|                                 |           |  |
| Galassi 32’, 60’, 76’ Magli 37’ | Marcatori |  |

| Arbitro: | Zilli (Reggio Emilia) |

|                               |           |           |
| De Andreis 55’ Puccinelli 67’ | Marcatori | 49’ Piola |

#### Girone di ritorno
| Arbitro: | Matucci (Seregno) |

|                                                         |           |                      |
| J. Hansen 11’ (rig.), 75’ (rig.) Caprile 47’ Pløger 66’ | Marcatori | 80’ (rig.) Gualtieri |

| Arbitro: | Canavesio (Torino) |

|          |           |             |
| Penzo 4’ | Marcatori | 8’ Grillone |

| Arbitro: | Longagnani (Modena) |

|            |           |  |
| Fiorini 8’ | Marcatori |  |

| Arbitro: | Marchetti (Milano) |

|                       |           |           |
| Penzo 34’ Magrini 54’ | Marcatori | 65’ Conti |

| Roma 6 febbraio 1949 24ª giornata | Lazio             | 0 – 0 referto | Roma | Stadio Nazionale\| Arbitro: \| Bertolio (Torino) \| |
| Arbitro:                          | Bertolio (Torino) |               |      |                                                     |

| Arbitro: | Zambotto (Padova) |

|              |           |                |
| Piccardi 22’ | Marcatori | 20’ Puccinelli |

| Arbitro: | Bergomi (Milano) |

|                                                  |           |            |
| Penzo 1’, 48’, 64’ De Andreis 59’ Puccinelli 77’ | Marcatori | 9’ Marzani |

| Bari 27 marzo 1949 27ª giornata | Bari             | 0 – 0 referto | Lazio | Stadio della Vittoria\| Arbitro: \| Camiolo (Milano) \| |
| Arbitro:                        | Camiolo (Milano) |               |       |                                                         |

| Arbitro: | Bellè (Venezia) |

|                        |           |               |
| Flamini 9’ Höfling 41’ | Marcatori | 17’, 39’ Loik |

| Arbitro: | Tassini (Verona) |

|                                                         |           |           |
| Remondini 19’, 22’ (rig.) Nyers II 24’, 80’ Magrini 51’ | Marcatori | 13’ Mazza |

| Arbitro: | Boffardi (Genova) |

|                         |           |  |
| Cappello 7’ Tacconi 60’ | Marcatori |  |

| Arbitro: | Galeati (Bologna) |

|                               |           |  |
| Piacentini 70’ Puccinelli 80’ | Marcatori |  |

| Arbitro: | Bertolio (Torino) |

|             |           |                            |
| Turconi 33’ | Marcatori | 10’ Remondini 88’ Nyers II |

| Arbitro: | Bernardi (Bologna) |

|                                           |           |  |
| Remondini 12’, 59’ Penzo 34’ Nyers II 80’ | Marcatori |  |

| Arbitro: | Scotto (Savona) |

|                 |           |                                        |
| Flamini 9’, 36’ | Marcatori | 11’ Carapellese 81’ Nordahl 86’ Degano |

| Arbitro: | Bellè (Venezia) |

|                  |           |  |
| Pernigo 29’, 67’ | Marcatori |  |

| Arbitro: | Camiolo (Milano) |

|                        |           |                          |
| Lorenzo 4’ Baldini 51’ | Marcatori | 29’ Magrini 35’ Nyers II |

| Arbitro: | Coppolone (Bari) |

|                        |           |              |
| Penzo 20’ Nyers II 56’ | Marcatori | 34’ Acconcia |

| Arbitro: | Corallo (Lecce) |

|                          |           |                             |
| Piola 4’ Ferraris II 38’ | Marcatori | 21’ De Andreis 33’ Nyers II |

## Statistiche

### Statistiche di squadra
| Competizione | Punti | In casa | In casa | In casa | In casa | In casa | In casa | In trasferta | In trasferta | In trasferta | In trasferta | In trasferta | In trasferta | Totale | Totale | Totale | Totale | Totale | Totale | DR |
| Competizione | Punti | G       | V       | N       | P       | Gf      | Gs      | G            | V            | N            | P            | Gf           | Gs           | G      | V      | N      | P      | Gf     | Gs     | DR |
| ------------ | ----- | ------- | ------- | ------- | ------- | ------- | ------- | ------------ | ------------ | ------------ | ------------ | ------------ | ------------ | ------ | ------ | ------ | ------ | ------ | ------ | -- |
| Serie A      | 34    | 19      | 10      | 6       | 3       | 48      | 27      | 19           | 1            | 6            | 12           | 12           | 35           | 38     | 11     | 12     | 15     | 60     | 62     | -2 |

### Statistiche dei giocatori
| Giocatore     | Serie A  | Serie A |
| Giocatore     | Presenze | Reti    |
| ------------- | -------- | ------- |
| R. Alzani     | 33       | 2       |
| F. Antonazzi  | 28       | 0       |
| N. Bacci      | 2        | 0       |
| M. Brandolin  | 26       | -44     |
| C. Ciampi     | 2        | -1      |
| G. D'Avino    | 7        | 2       |
| C. De Andreis | 18       | 5       |
| B. De Lazzari | 4        | 0       |
| E. Flamini    | 22       | 3       |
| U. Gradella   | 10       | -17     |
| S. Gualtieri  | 22       | 2       |
| N. Höfling    | 10       | 1       |
| M. Magrini    | 32       | 9       |
| Z. Monsider   | -        | -       |
| S. Montanari  | 23       | 0       |
| F. Nyers II   | 18       | 8       |
| R. Penzo      | 32       | 12      |
| S. Piacentini | 38       | 1       |
| A. Puccinelli | 38       | 8       |
| L. Remondini  | 28       | 6       |
| R. Spurio     | 3        | 0       |
| G. Tavellin   | 7        | 1       |
| P. Todeschini | 15       | 0       |